# 卡爾塔米什 (佩爾沃邁西基區)
49°16′45″N 36°32′36″E / 49.27917°N 36.54333°E
卡爾塔米什（烏克蘭語：Картамиш）是位於烏克蘭東部的村莊，由哈爾科夫州洛佐瓦區的阿列克西伊夫卡市鎮負責管轄。該村始建於1931年，面積0.59平方公里，海拔高度134米，2001年人口388，人口密度每平方公里657.6人。